# 中国营造学社
中国营造学社是一个活跃于1930年代至1940年代专门从事中国传统建筑研究和保护的民间学术组织。

## 释名
中国营造学社以中国古建筑为主要研究对象，其名称中的营造二字取自宋李诫所著《营造法式》一书，该书为中国最早的关于建筑规制与技术的专业书籍，在这部书之后营造二字就专指中国传统建筑及其建筑技法和规范，中国营造学社之名即由此得来。

## 历史

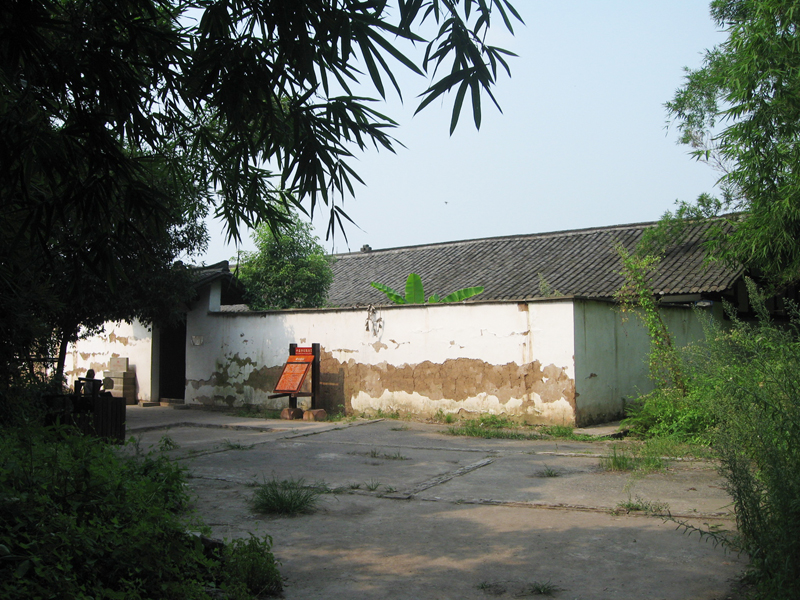
李庄古镇中国营造学社旧址

1925年，朱启钤与陶湘、孟锡钰倡议並在京成立“营造学会”，与好友阚铎、瞿兑之等人共同搜集散佚的中国古代营造古籍。1930年2月，“营造学会”更名为“中国营造学社”，并创办《营造学社汇刊》，朱启钤担任社长。创办人朱启钤先生是北洋政府时期的交通系大员，曾官至代理中华民国国务总理，后因为支持袁世凯复辟而饱受非议，并因之退出政坛。之后，朱启钤专注于中国传统建筑的研究与保护，并最终投资创办了中国营造学社。中国营造学社發軔于中国建筑学者在美国庚款资助下于1929年开始的关于《营造法式》的系列主题讲座。后来渐成气候，从松散的个人的学术讲座发展成有组织的学术团体。营造学社成立之后，以天安门内旧朝房为办公地点，营造学社内设法式、文献二部，闞鐸係第一任文獻部主任。早期的营造学社發現並校對出版了宋李誡《营造法式》與明計成《園冶》。
营造学社法式、文献二部后由梁思成和刘敦桢分别主持，分头研究古建筑形制和史料，并开展了大规模的中国古建筑的田野调查工作。从1932年至1937年抗日战争爆发之间的短短5年中，学社成员以现代建筑学科学严谨的态度对当时中国大地上的古建筑进行了大量的勘探和调查，搜集到了大量珍贵数据，其中很多数据至今仍然有着极高的学术价值。
抗日战争期间中国营造学社被迫南迁辗转经过武汉、长沙、昆明最终落脚在四川宜宾的李庄。大后方的营造学社在及其艰苦的条件下坚持古建筑调查与研究，期间出版了大量专业著作。
抗日战争胜利后，营造学社迁回北京。但经历了战争的蹂躏，作为一个民间学术团体，营造学社资金日渐紧张，学社的创办者朱启钤也已经家资散尽，无力维继，之后的很长一段时间内学社只能在朱私宅办公，在社会上的影响日微，渐渐不为人知而于1946年无声消失了。
2006年，位于四川省宜宾市翠屏区李庄镇的中国营造学社旧址，被公布为全国重点文物保护单位。
营造学社的书稿、照片、图纸等资料现在多保存在清华大学建筑学院图书馆，目前部分资料已经完成数字化保存和编目工作，并有内容描述和小图在网上提供检索服务。

## 贡献

### 学术贡献
1930年代，凡论及宋以前的中国古建筑实例，都举日本奈良唐招提寺金堂和法隆寺五重塔为例，没有中国的实例。当时日本著名的中国建筑史家伊东忠太声称，“研究广大之中国，不论艺术，历史，皆以日本人当之较为适当”，支那建筑之研究，“在支那方面，以调查文献为主，日本方面，以研究遗物为主”。中国营造学社在成立之后的短短5年间，学社成员先后调查了全中国137个县市，2783座各类古建殿堂房舍遗物，详细测绘建筑206组，绘制了测绘图稿1898张，经他们调查被重新发现的珍贵建筑遗物上起汉唐下至明清各历史时期均有分布，整理出了清晰的中国古建筑发展脉络。许多现在名扬海内的珍贵古建筑如隋代赵州桥、辽代应县木塔、蓟县独乐寺、观音阁均系中国营造学社成员经田野调查和详细测绘研究而被人们重新认识的。从这一角度讲中国营造学社作为一个民间学术团体对中国传统建筑研究和保护所作出的贡献是空前绝后的。

### 人才培养
营造学社不仅在学术上为后人留下了珍贵的资料而且也培养了一大批优秀的建筑专业人才。不同于一般的学术团体，一般的学人若想加入营造学社必须经过严格的考试，进入营造学社后还需经过专业训练，这使得营造学社不仅仅是一个学术团体，同时更加像一所专门学校，因而培养了大量建筑专业人才，梁思成、林徽因、刘敦桢、罗哲文等许多建筑学界的重量级人物均出自中国营造学社门下。

### 专著出版
中国营造学社还有大量专业著作刊行，共撰写和出版了有关中国古建筑专著30多种，包括：
- 清 李斗 著： 《工段营造录》
- 明 计成 著：《园冶》，闞鐸校對，1932。
- 《元大都宫苑图考》
- 梁思成： 《宝坻府济寺三大土殿》、《正定古建筑调查纪略》、《晋汾古建筑预查纪略》、《营造算例》、《清式营造则例》、《中国建筑史》
- 刘敦桢：《河北省西部古建筑调查纪略》、《易县清西陵》、《同治重修圆明园史料》、《定兴县北齐石柱》
- 《中国建筑参考图集》

此外，营造学社的会刊《中国营造学社汇刊》也是研究中国传统建筑的重要史料。

## 成员
著名成员有朱启钤、梁思成、李四光、范文照、刘敦桢、王世襄、林徽因、马衡、杨廷宝、任鸿隽、陶湘、叶公超、朱家骅、张学良、杭立武、陈明达和罗哲文等。

### 引用
1. ↑   川“中国营造学社”旧址列全国重点文物保护单位，新华网2006年9月5日。
2. ↑  清华大学建筑学院图书馆网址 （页面存档备份，存于）。
3. ↑  林洙  《中国营造学社史略》 汪坦序 第1页
4. ↑  林洙  《中国营造学社史略》  第41页
5. ↑  林洙  《中国营造学社史略》  第189页